# Fair Charlotte
Fair Charlotte, conosciuta anche come Young Charlotte, è una ballata popolare statunitense, diffusasi a partire dagli anni '40 del XIX secolo.

## Testo
La ballata racconta di una giovane ragazza di nome Charlotte morta congelata durante un viaggio in slitta per raggiungere un ballo in una fredda sera invernale, perché si era rifiutata di avvolgersi in un mantello o una coperta per non nascondere il proprio bel vestito.

## Origini e diffusione
La ballata è una delle canzoni popolari più famose del nord America, e diverse versioni sono presenti nella maggior parte degli stati degli Stati Uniti e in alcune regioni del Canada. Nonostante la sua diffusione, l'origine della ballata rimase incerta per molto tempo. Inizialmente lo studioso di folclore Phillips Barry la attribuì a William Lorenzo Carter, un poeta cieco del Vermont, il quale l'avrebbe creata intorno al 1834 e cantata dovunque si recasse durante i suoi viaggi, facendola così conoscere in varie città.
Nel 1937 però, in seguito a nuove scoperte, Barry attribuì la nascita della ballata ad una poesia dello scrittore e umorista Seba Smith. Nel 1843 Smith pubblicò infatti sul The Rover, un giornale del Maine, una poesia dal titolo A Corpse Going To A Ball che racconta la stessa storia della popolare ballata. Secondo Phillips Barry, Smith avrebbe preso ispirazione per la sua poesia da un articolo apparso l'8 febbraio 1840 sul New York Observer, che raccontava la storia di una ragazza morta di freddo durante il viaggio in carrozza che la stava portando ad una festa la sera del 31 dicembre 1839.
La poesia di Seba Smith sarebbe stata musicata ed iniziò ad essere usata come ammonimento per ricordare ai bambini e alle ragazze di non essere vanitosi e di obbedire ai genitori che dicevano loro di coprirsi bene in inverno.
La ballata divenne talmente celebre nella seconda metà del XIX secolo che ispirò il nome delle Frozen Charlotte, bamboline in porcellana nate come giocattoli da bagno il cui aspetto rigido e dalla pelle chiarissima poteva ricordare quello di una persona morta congelata.